# برايان بينتر
برايان بينتر هو محاسب وسياسي أسترالي، ولد في 2 مايو 1965 في Pakenham, Victoria ‏ في أستراليا. نشط حزبياً في حزب أستراليا الليبرالي (الفرع الفيكتوري) ‏. وقد انتخب عضو الجمعية التشريعية  في فيكتوريا ‏ عن دائرة Electoral district of Bass ‏ (29 نوفمبر 2014 – 24 نوفمبر 2018).

## وصلات خارجية
- الموقع الرسمي